# پنیتاس (تگزاس)
پنیتاس، تگزاس (به انگلیسی: Penitas, Texas) یک شهر در ایالات متحده آمریکا با جمعیت ۱٬۱۶۷ نفر است که در تگزاس واقع شده‌است.

## موقعیت جغرافیایی
موقعیت جغرافیایی شهرها و مناطق اطراف به شرح زیر است: